# Highclere Castle
Highclere Castle är ett slott i England, Storbritannien. Det är beläget i Hampshire. Sedan 1679 har det varit huvudsäte för earlen av Carnarvon med familj. 8:e earl av Carnarvon och Lady Fiona Carnarvon, 8:e countess av Carnarvon är nuvarande ägarna. Slottsparken utformades 1774–1777 av Lancelot "Capability" Brown. TV-serien Downton Abbey har spelats in vid slottet.